# Pampa de las Llamas-Moxeque
Pampa de las Llamas-Moxeke è un sito archeologico peruviano risalente ad un periodo più antico del cosiddetto "Orizzonte primitivo", che un tempo veniva considerato il periodo iniziale della civiltà peruviana (datato tra il 1100 e il 250 a.C.). La datazione al radiocarbonio ha chiarito che il sito situato lungo la valle meridionale del fiume Casma era abitato già intorno al 2200 a.C. e nel momento di massima fioritura ospitava oltre 2 500 abitanti in un'area di due chilometri quadrati.
Il sito è stato scoperto nel 1937 dall'archeologo peruviano Julio César Tello, ma solamente nel 1980 è stata assegnata una corretta datazione ai resti ritrovati.
Il sito è costituito da due importanti strutture principali: Moxeke, una costruzione a forma di U che era presumibilmente un tempio nel quale si celebravano cerimonie pubbliche, e Huaca A, che era adibito come un magazzino molto grande, formato da una serie di stanze quadrate contenenti grandi nicchie, barriere e cancelli protettivi. L'atrio della struttura presentava due grandi fregi rappresentanti, presumibilmente, due giaguari.
La costruzione è stata realizzata con pietre legate da malta a base di fango per quanto riguarda i muri; la parte superiore ha sfruttato mattoni di argilla, mentre le pareti sono state formate da conci di granito ricoperti da fango. Sia le pareti sia i pavimenti erano dipinti di bianco.
Gli archeologi hanno rintracciato frammenti di tessuti, pollini di cotone e di piante alimentari, quali patate, fagioli e arachidi e quindi si suppone che nei magazzini venissero depositati prodotti agricoli.
Ai lati di queste due strutture sono stati rinvenuti un centinaio di edifici amministrativi, una zona di abitazioni modeste e una zona residenziale.
Nelle case residenziali sono stati trovate tracce di attività domestica, quali un grande focolare di pietra, nicchie alle pareti e locali seminterrati adibiti a depositi, frammenti di figurine in ceramica e di mortai e pestelli di pietra.
Le case più modeste erano formate da stanze più piccole, aventi una muratura in pietra molto più bassa e un materiale deperibile usato per il resto della costruzione.
Dopo un millennio circa di vita, questa città fu abbandonata a causa, probabilmente, di una invasione da parte degli abitanti delle montagne agevolata da lotte civili interne alla valle del Casma.